# Rumunjske povijesne pokrajine
 Rumunjske povijesne pokrajine  je pojam kojim se opisuju povijesne zemlje tradicinalno naseljene Rumunjima, ali i drugim narodima Mađarima, Ukrajincima, Turcima, Bugarima, Moldavcima, Nijemcima i drugima. One obuhvaćaju područje cijele današnje Rumunjske i države Moldavije (čiji su stanovnici mahom Rumunji po narodnosti), ali i susjedne zemalje Ukrajinu, Srbiju, Bugarsku i Mađarsku. U većini ovih zemalja i danas na pograničnom području žive zajednice rumunjske nacionalne manjine.
Tijekom 20. stoljeća pitanje povijesnih pokrajina bilo je veoma važno u rumunjskoj povijesti, a svoje najveće područje Rumunjska je imala između dva svjetska rata, kada je gotovo cjelo područje naseljeno Rumunjima bilo u sastavu matične države. Danas se matičnim rumunjskim državama smatraju Rumunjska i Moldavija.
- Transilvanija središnja rumunjska pokrajina, s brojnom mađarskom zajednicom.
  - Banat – zapadni dio povijesne pokrajine Transilvanije, dio pokrajine se nalazi u Srbiji i Mađarskoj.
  - Crişana – sjeverozapadni dio Transilvanije, manji zapadni dio pokrajine danas se nalazi u Mađarskoj, glavi grad je Oradea.
  - Maramureš nalazi se na sjeveru Rumunjske, dio pokrajine se nalazi u Ukrajini.

- Moldavija danas podjeljena između Rumunjske i Moldove glavni grad je Iaşi, uključuje i pokrajinu Herca danas dio Ukrajine.
  - Bukovina pokrajina u sjevernoj Rumunjskoj, koja se jednim svojim dijelom nalazi u Ukrajini, središte pokrajine je grad Suceava
  - Besarabija pokrajina koja se danas nalazi u Moldovi i Ukrajini uključuje i pokrajinu Budžak.
    - Transnistria se danas nalazi u Ukrajini i Moldaviji

- Vlaška je jezgra Rumunjske. Središnje značenje u prošlosti i sadašnjosti rumunjske države ima Vlaška.
  - Muntenija (Velika Vlaška) – južna povijsne pokrajina s Bukureštom kao središtem.
  - Oltenija (Mala Vlaška) – jugozapadna povijesna pokrajina s Craiovom kao središtem.
- Dobrudža crnomorska pokrajina podjeljena između Rumunjske i Bugarske. 
  - Sjeverna Dobrudža danas dio Rumunjske
  - Južna Dobrudža danas dio Bugarske.

Tijekom ili nakon Drugog svjetskog rata Rumunjska je izgubila neke pokrajine i područja: Južnu Dobrudžu (1940.), Sjevernu Bukovina i Hertz (1944.), Zmijski otok (1948.) i Besarabiju (1944.). Transnistria je pripadala Rumunjskoj samo za kratko vrijeme Drugog svjetskog rata (1941. do 1944) godine.